# International Centre for the Prevention of Crime
Das International Centre for the Prevention of Crime (ICPC) hat seinen Sitz in Montreal und ist die einzige global agierende Nichtregierungsorganisation (NGO), die ausschließlich auf Kriminalprävention und gesellschaftliche Sicherheit fokussiert ist.

## Organisation
Das Internationale Zentrum für Kriminalprävention wurde 1994 auf Initiative des französischen Bürgermeisters Gilbert Bonnemaison, dem Gründungspräsidenten des Europäischen Forums für Urbane Sicherheit gegründet. Mitglieder des ICPC sind sowohl Staaten wie auch Nichtregierungsorganisationen. Aus der Bundesrepublik Deutschland ist der Deutsche Präventionstag Mitglied des Zentrums.

## Aufgaben
Gründung und Entwicklung des Zentrums erfolgten in enger Partnerschaft mit den UN-Organisationen UN-HABITAT und UNODC, die zugleich auch Mitglied von ICPC sind. Zentraler Bestandteil der Aktivitäten von ICPC ist die Unterstützung des Wissens- und Erfahrungsaustausches in der internationalen Kriminalprävention. Hierzu veröffentlicht ICPC unter anderem alle zwei Jahre einen internationalen Bericht zu aktuellen Trends und Entwicklungen in der Kriminalprävention.